# Iceland International 1994
Die Iceland International 1994 im Badminton fanden im November 1994 statt.

## Sieger und Platzierte
| Disziplin    | Gold                                      | Silber                            | Bronze                                    |
| ------------ | ----------------------------------------- | --------------------------------- | ----------------------------------------- |
| Herreneinzel | Broddi Kristjánsson                       | Joris van Soerland                | Guðmundur Adolfsson                       |
| Herreneinzel | Broddi Kristjánsson                       | Joris van Soerland                | Árni Þór Hallgrímsson                     |
| Dameneinzel  | Elsa Nielsen                              | Vigdís Ásgeirsdóttir              | Guðrún Júlíusdóttir                       |
| Dameneinzel  | Elsa Nielsen                              | Vigdís Ásgeirsdóttir              | Birna Petersen                            |
| Herrendoppel | Árni Þór Hallgrímsson Broddi Kristjánsson | Ron Michels Joris van Soerland    | Guðmundur Adolfsson Jonas Weicheng Huang  |
| Herrendoppel | Árni Þór Hallgrímsson Broddi Kristjánsson | Ron Michels Joris van Soerland    | Ástvaldur Heiðarsson Ármann Þorvaldsson   |
| Damendoppel  | Birna Petersen Guðrún Júlíusdóttir        | Vigdís Ásgeirsdóttir Elsa Nielsen | Birna Gudbjartsdottir Brynja Pétursdóttir |
| Damendoppel  | Birna Petersen Guðrún Júlíusdóttir        | Vigdís Ásgeirsdóttir Elsa Nielsen | Margrét Dan Þórisdóttir Áslaug Jónsdóttir |
| Mixed        | Árni Þór Hallgrímsson Guðrún Júlíusdóttir | Ron Michels Birna Petersen        | Guðmundur Adolfsson Vigdís Ásgeirsdóttir  |
| Mixed        | Árni Þór Hallgrímsson Guðrún Júlíusdóttir | Ron Michels Birna Petersen        | Broddi Kristjánsson Elsa Nielsen          |

## Ergebnisse

### Herreneinzel
- Njörður Ludvigsson –  Haraldur Gudmundsson: 15-3 / 15-12
- Sigurdur Myrdal –  Oskar Bragason: 6-15 / 15-10 / 15-5
- Ástvaldur Heiðarsson –  Bjorn Jonsson: 15-5 / 15-5
- Árni Þór Hallgrímsson –  Jón Halldórsson: 15-1 / 15-1
- Reynir Gudmundsson –  Magnus Jonsson: 15-2 / 15-7
- Skuli Sigurdsson –  Kristjan Danielsson: w.o.
- Oddin Agisson –  Orri Orn Arnason: w.o.
- H Thorisson Sigurdur –  Ingi G. Ragnarsson: w.o.
- Joris van Soerland –  Skuli Sigurdsson: 15-0 / 15-0
- Njörður Ludvigsson –  Sveinn Sölvason: 15-8 / 15-6
- Guðmundur Adolfsson –  Sigurdur Myrdal: 15-7 / 15-0
- Egidijus Jankauskas –  Ástvaldur Heiðarsson: 15-3 / 15-7
- Armann Thorvaldsson –  Oddin Agisson: 15-0 / 15-0
- Reynir Gudmundsson –  Saevar Strom: 15-7 / 15-5
- Broddi Kristjánsson –  H Thorisson Sigurdur: 15-2 / 15-1
- Árni Þór Hallgrímsson –  Reynir Georgsson: w.o.
- Joris van Soerland –  Njörður Ludvigsson: 15-6 / 15-5
- Guðmundur Adolfsson –  Egidijus Jankauskas: 15-4 / 15-3
- Broddi Kristjánsson –  Reynir Gudmundsson: 15-8 / 15-4
- Árni Þór Hallgrímsson –  Armann Thorvaldsson: w.o.
- Joris van Soerland –  Guðmundur Adolfsson: 15-4 / 18-14
- Broddi Kristjánsson –  Árni Þór Hallgrímsson: 15-8 / 15-4
- Broddi Kristjánsson –  Joris van Soerland: 15-9 / 15-11

### Dameneinzel
- Birna Gudbjartsdottir –  Erla Björg Hafsteinsdóttir: 11-8 / 11-8
- Guðrún Júlíusdóttir –  Elisabet Juliusdottir: 11-1 / 11-2
- Margret Dan Thorisdottir –  Aslaug Hinriksdottir: 11-4 / 11-2
- Agusta Arnardottir –  Anna Lilja Sigurdardottir: 11-7 / 12-10
- Birna Petersen –  Brynja Pétursdóttir: 11-9 / 12-9
- Magnea Magnusdottir –  Irena Oskarsdottir: 11-9 / 11-2
- Elsa Nielsen –  Birna Gudbjartsdottir: 11-5 / 11-1
- Guðrún Júlíusdóttir –  Margret Dan Thorisdottir: 11-0 / 11-2
- Birna Petersen –  Agusta Arnardottir: 11-0 / 11-2
- Vigdís Ásgeirsdóttir –  Magnea Magnusdottir: 11-1 / 11-0
- Elsa Nielsen –  Guðrún Júlíusdóttir: 11-5 / 11-1
- Vigdís Ásgeirsdóttir –  Birna Petersen: 12-10 / 11-6
- Elsa Nielsen –  Vigdís Ásgeirsdóttir: 2-11 / 11-6 / 11-5

### Herrendoppel
- Oskar Bragason /  Reynir Gudmundsson –  Jón Halldórsson /  H Thorisson Sigurdur: 13-15 / 15-6 / 15-12
- Ástvaldur Heiðarsson /  Armann Thorvaldsson –  Gunnar Bjornsson /  Petur Hjalmtysson: 12-15 / 15-7 / 15-10
- Kristjan Danielsson /  Njörður Ludvigsson –  Bjorn Jonsson /  Sveinn Sölvason: 15-5 / 15-2
- Guðmundur Adolfsson /  Jonas Weicheng Huang –  Orri Orn Arnason /  Haraldur Gudmundsson: w.o.
- Johannes Helgason /  Skuli Sigurdsson –  Sigfus Aegir Arnason /  Haraldur Korneliusson: w.o.
- Ron Michels /  Joris van Soerland –  Oskar Bragason /  Reynir Gudmundsson: 15-0 / 15-1
- Ástvaldur Heiðarsson /  Armann Thorvaldsson –  Johannes Helgason /  Skuli Sigurdsson: 15-4 / 15-2
- Árni Þór Hallgrímsson /  Broddi Kristjánsson –  Kristjan Danielsson /  Njörður Ludvigsson: 15-7 / 15-12
- Guðmundur Adolfsson /  Jonas Weicheng Huang –  Reynir Georgsson /  Saevar Strom: w.o.
- Ron Michels /  Joris van Soerland –  Guðmundur Adolfsson /  Jonas Weicheng Huang: 15-10 / 15-9
- Árni Þór Hallgrímsson /  Broddi Kristjánsson –  Ástvaldur Heiðarsson /  Armann Thorvaldsson: 15-5 / 15-6
- Árni Þór Hallgrímsson /  Broddi Kristjánsson –  Ron Michels /  Joris van Soerland: 15-9 / 15-9

### Damendoppel
- Guðrún Júlíusdóttir /  Birna Petersen –  Agusta Arnardottir /  Aslaug Hinriksdottir: 15-5 / 15-0
- Birna Gudbjartsdottir /  Brynja Pétursdóttir –  Sigridur M. Jonsdottir /  Maria Thors: 15-7 / 13-15 / 15-6
- Margret Dan Thorisdottir /  Áslaug Jónsdóttir –  Erla Björg Hafsteinsdóttir /  Magnea Magnusdottir: 18-15 / 15-7
- Vigdís Ásgeirsdóttir /  Elsa Nielsen –  Elisabet Juliusdottir /  Anna Lilja Sigurdardottir: 15-6 / 15-1
- Guðrún Júlíusdóttir /  Birna Petersen –  Birna Gudbjartsdottir /  Brynja Pétursdóttir: 15-5 / 15-8
- Vigdís Ásgeirsdóttir /  Elsa Nielsen –  Margret Dan Thorisdottir /  Áslaug Jónsdóttir: 15-6 / 15-1
- Guðrún Júlíusdóttir /  Birna Petersen –  Vigdís Ásgeirsdóttir /  Elsa Nielsen: 15-12 / 13-18 / 15-6

### Mixed
- Guðmundur Adolfsson /  Vigdís Ásgeirsdóttir –  Sveinn Sölvason /  Erla Björg Hafsteinsdóttir: 15-3 / 15-5
- Árni Þór Hallgrímsson /  Guðrún Júlíusdóttir –  Ástvaldur Heiðarsson /  Sigridur M. Jonsdottir: 15-10 / 15-4
- Ron Michels /  Birna Petersen –  Kristjan Danielsson /  Margret Dan Thorisdottir: 15-4 / 15-3
- Broddi Kristjánsson /  Elsa Nielsen –  Haraldur Korneliusson /  Sigridur M. Jonsdottir: 15-0 / 15-3
- Árni Þór Hallgrímsson /  Guðrún Júlíusdóttir –  Guðmundur Adolfsson /  Vigdís Ásgeirsdóttir: 15-10 / 15-6
- Ron Michels /  Birna Petersen –  Broddi Kristjánsson /  Elsa Nielsen: 17-14 / 12-15 / 15-11
- Árni Þór Hallgrímsson /  Guðrún Júlíusdóttir –  Ron Michels /  Birna Petersen: 8-15 / 15-10 / 15-4